# Frederick Bates (homme politique)
Pour les articles homonymes, voir Frederick Bates et Bates.
Frederick Bates (23 juin 1777 – 4 août 1825) est un avocat et homme politique américain. Il fut le deuxième gouverneur du Missouri de 1824 jusqu'à sa mort.

## Biographie
Frederick Bates est né le 23 juin 1777 à Belmont dans le comté de Goochland en Virginie.
Il est élu le 2 août 1824 au poste de gouverneur du Missouri mais il meurt le 4 août 1825 au cours de son mandat.